# Lew Jenkins
Lew Jenkins (* 4. Dezember 1916 in Milburn, Texas, USA als Verlin E. Jenkins; † 30. Oktober 1981 in Oakland, Kalifornien, USA) war ein US-amerikanischer Boxer. Am 10. Mai im Jahre 1940 errang er im Leichtgewicht durch einen T.-K.-o.-Sieg in Runde 3 gegen Lou Ambers den Weltmeisterschaftstitel. Diesen Gürtel hielt er bis Dezember des darauffolgenden Jahres.
1999 wurde Jenkins in die International Boxing Hall of Fame aufgenommen.